# Vughterpoort (wijk)
Vughterpoort is een buurt van de stad 's-Hertogenbosch, in de Nederlandse provincie Noord-Brabant. Het behoort tot het stadsdeel Binnenstad.

## Geschiedenis
De Vughterpoort was eerder (voor de bouw van huizen) een vuilnisbelt. Hierna zijn er huizen gebouwd aan de oostkant van de buurt en aan de westkant bouwde men een fabriek voor stadsgas. Dergelijke fabrieken produceerden het gas met steenkool als grondstof. Een deel van het terrein werd gebruikt voor de opslag van steenkool en een ander deel voor de slakken en sintels: een ernstige vorm van bodemvervuiling zo bleek later. Nadat de gasfabriek was gesloopt (rond 1920) is begonnen met de bouw van woningen: dit werd de Willem van Oranjelaan.
In de jaren 80 van de twintigste eeuw is een eerste bodemsanering uitgevoerd, gevolgd door een tweede sanering in 2001. Alle vervuiling is nu verwijderd.
De Vughterpoort is een jaren-dertig buurt met een mix van villa's, twee-onder-een-kappers en een aantal rijtjeshuizen. Er is veel speelruimte voor kinderen.
Ter hoogte van de verkeerslichten aan de zuidkant van de Vughterweg vinden we de resten van fort St. Anthonie. Dit was een van de buitenforten van de stad 's-Hertogenbosch. Op een deel van het oude fort staat een kantoorgebouw.